# Julia wraca do domu
Julia wraca do domu (ang. Julie Walking Home) – film obyczajowy z 2002 roku w reżyserii Agnieszki Holland. Zdjęcia kręcono w Polsce i Kanadzie w następujących lokacjach: Warszawa, Wałbrzych, Jelenia Góra oraz Halifax. Na terenie Polski zdjęcia odbywały się w październiku 2001.

## Obsada
- Miranda Otto – Julia
- William Fichtner – Henry
- Lothaire Bluteau – Alexy
- Jerzy Nowak – Mietek
- Bogusława Szubert – Bogusia
- Maciej Stuhr – Piotr
- Maria Seweryn – Dorota
- Piotr Kołodziejski – młody Alexy
- Kazimierz Borowiec – lekarz
- Violetta Kołakowska
- Przemysław Sadowski – ranny mężczyzna
- Jolanta Raczkiewicz – rosyjska pielęgniarka
- Rafał Mohr – asystent Alexego
- Matylda Podfilipska – asystentka Alexego
- Katarzyna Ankudowicz – asystentka Alexego
- Piotr Szczerbic(inne języki) – asystent Alexego
- Iwona Majewska – kobieta
- Lech Mackiewicz – polski lekarz
- Lech Dyblik – szalony
- Maria Peszek – siostra Alexego
- Piotr Rękawik – pan młody
- Ilja (Igor) Zmiejew(inne języki) – duchowny prawosławny
- Dagmara Siemińska (nie występuje w napisach)

## Nagrody
- Polskie Nagrody Filmowe:
  - Nominacja w kategorii reżyseria – Agnieszka Holland
  - Nominacja w kategorii zdjęcia – Jacek Petrycki
- Festiwal Polskich Filmów Fabularnych w Gdyni:
  - Udział w konkursie głównym – Agnieszka Holland
- Festiwal Filmowy w Wenecji:
  - Udział w konkursie głównym – Agnieszka Holland